# 莆田大宗伯第
25°26′16″N 119°00′40″E / 25.43778°N 119.01111°E
大宗伯第位于中国福建省莆田市城厢区长寿街庙前路71号，是明代礼部尚书陈经邦的府第。大宗伯第建成于明万历二十年（1592年），五进五开间三厅六房，共有大小房间一百多间。现在除最后两进的“御书楼”、“拱廊”和后花园被拆毁外，其它建筑大致保存完整。2001年被列为福建省文物保护单位。

## 图片
- 远景
- 大门
- 大门
- 罗万化题写的“大宗伯第”匾额